# Бошан, Анна, 16-я графиня Уорик
Анна Бошан (англ. Anne Beauchamp; 13 июля 1426, Каверсхем, Оксфордшир, Королевство Англия — 20 сентября 1492) — английская аристократка, графиня Уорик в своём праве (suo jure), супруга Ричарда Невилла, известного как «делатель королей». Мать королевы Англии Анны Невилл.

## Ранние годы
Анна Бошан родилась 13 июля 1426 года в замке Каверсхем в Оксфордшире (ныне Беркшир) в семье Ричарда Бошана, 13-го графа Уорика, и его второй жены Изабеллы ле Диспенсер. У Анны был полнородный старший брат Генри и три единокровных сестры от брака отца с Элизабет Беркли — Маргарет, Элеанор и Элизабет.
В 1436 году десятилетняя Анна была выдана замуж за семилетнего Ричарда Невилла, наследника графа Солсбери. В 1434 году было получено папское разрешение на эту свадьбу, так как роды Невиллов и Бошанов были уже в тесном родстве. 9 марта 1436 года стороны договорились о свадьбе. Сама свадьба состоялась в Абергавенни, предположительно, в мае. На свадьбе женились сразу две пары. Вторыми были старший брат Анны, Генри, и старшая сестра Ричарда, Сесили Невилл. Таким образом, если бы наследник одного из родов умирал, часть его состояния могла перейти другому наследнику. Хотя Сесили Невилл была знатного рода, отец Анны мог бы найти для сына другую невесту — наследницу. Но Бошан имел долги и нуждался в деньгах. Отец Ричарда, Ричард, 5-й граф Солсбери, заплатил за свадьбу огромную сумму — 4700 марок.

## Борьба за наследство
После смерти брата Анны, Генри, который к тому времени уже стал графом Уориком, его титулы и владения унаследовала его двухлетняя дочь Анна, которая скончалась через три года. Новыми графом и графиней Уорик и хозяевами семейного состояния были названы Анна и Ричард. Однако, такое решение не устраивало сестёр Анны от первого брака отца, которые рассчитывали получить в наследство земли. Одна из них, леди Элеанор, была замужем за Эдмундом Бофортом, герцогом Сомерсетом. Судебные споры о наследстве Уорика разрушали и без того сложные отношения Невиллов и Бофортов. Всё решил брак Анны: Ричард был внуком Джоан Бофорт, сестры покойного отца герцога; выйдя замуж за Ричарда, законом Анна стала считаться полнокровной тёткой последней графини Уорик, а, следовательно, имела преимущество в праве наследования перед своими сёстрами. Таким образом, Ричарду и Анне удалось сохранить имущество и Диспенсеров и Уориков нетронутым.

## Жизнь при Эдуарде IV

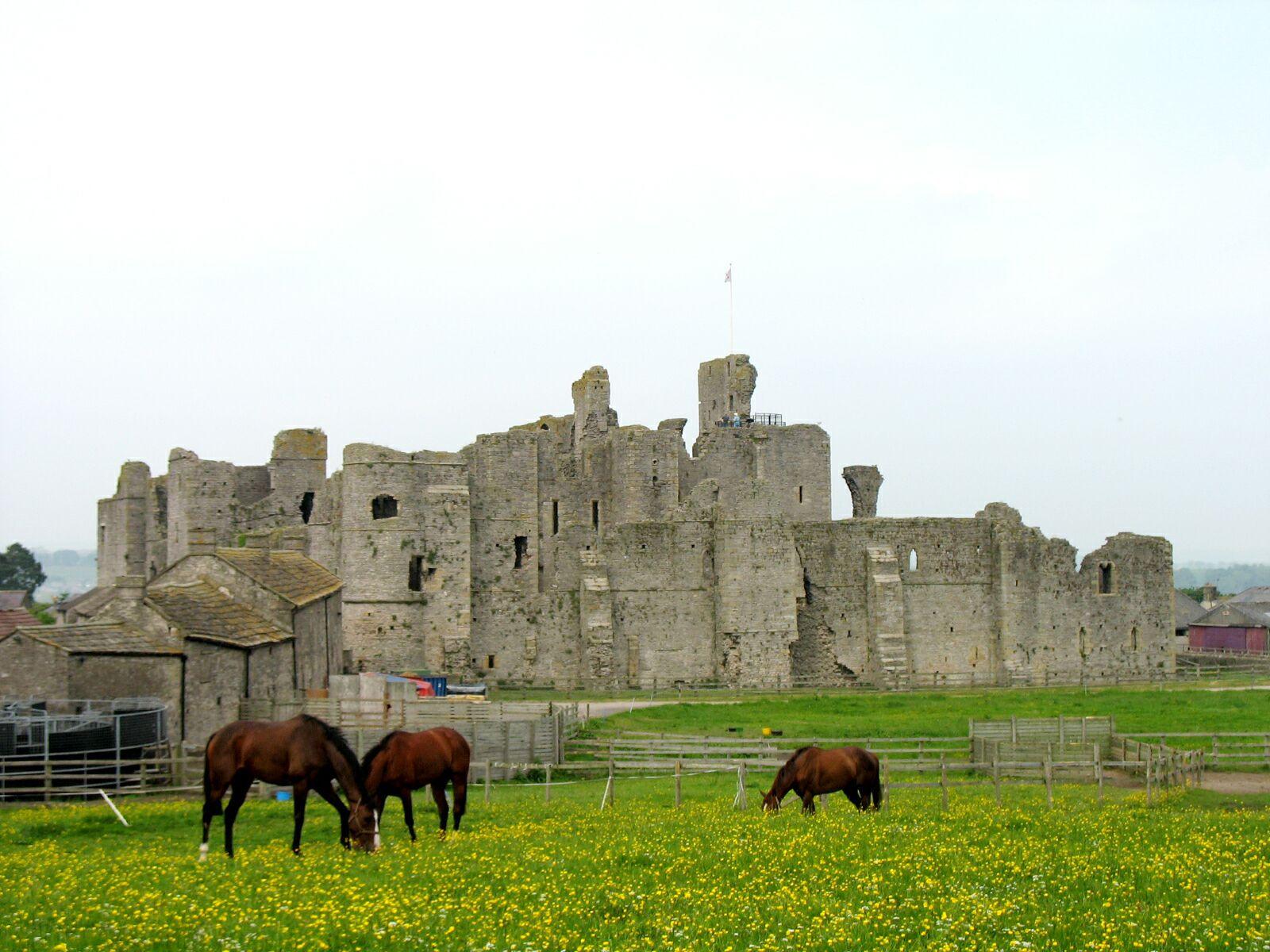
Миддлгемский замок, отошедший семейству Невилл в 1270 году.

После получения титула графа и графини Уорик Анна с мужем поселилась в Уорикском замке, где родились с разницей в пять лет две дочери Анны — Изабелла и Анна. Обширные владения семейства требовали большого внимания, и потому Невиллы часто отлучались из родового гнезда. Детство дочерей Анны прошло в Миддлгемском замке, частыми гостями которого были кузены графа Уорика — Ричард, герцог Глостер и Джордж, герцог Кларенс. Ричард Глостер особо усердно посещал своё рыцарское обучение в Миддлгеме с середины 1461 и, по крайней мере, до весны 1465 года. Вполне возможно, что уже в этот период рассматривался союз дочерей Анны с молодыми принцами.
В марте 1461 года с помощью мужа Анны другой его кузен, Эдуард, стал королём. В первые годы своего правления Эдуард IV управлял Англией с помощью небольшого круга сторонников, в котором первую роль играл Ричард. Уорик вёл переговоры о союзе с Францией, чтобы помешать аналогичному соглашению своего заклятого врага Маргариты Анжуйской, жены свергнутого Генриха VI. Планировалось, что Эдуард IV должен жениться на французской принцессе. Но планам Уорика не суждено было сбыться: король объявил, что уже женат на Елизавете Вудвилл, которая происходила из семьи простолюдинов, к тому же являвшихся сторонниками Ланкастеров. Уорик был одновременно смущён и обижен, и отношения его с Эдуардом испортились.
Чтобы предотвратить возвышение многочисленного семейства королевы, в июле 1469 года Ричард выдал замуж за брата короля, герцога Кларенса, старшую дочь Изабеллу. В том же году Ричард попытался возвести на трон зятя, но встретил сопротивление парламента. После второго неудачного восстания против короля Эдуарда в начале 1470 года, Уорик вместе с семьёй был вынужден бежать во Францию, где он вступил в союз со свергнутым домом Ланкастеров. Поскольку король Генрих VI был заключён в Лондонском Тауэре, де-факто возглавляла Ланкастеров его супруга, Маргарита Анжуйская, которая отнеслась с подозрением к мотивам Уорика. Для подавления этих подозрений младшая дочь Анны была официально помолвлена с сыном Генриха VI и Маргариты, Эдуардом Вестминстерским, в замке Амбуаз во Франции. Брак, заключённый в соборе Анже, вероятно, 13 декабря 1470 года, сделал Анну Невилл принцессой Уэльской. Кларенс с Изабеллой пошли с мировой к брату, понимая, что королём Джорджу не быть.
Уорик восстановил Генриха VI на престол в октябре 1470 года, однако Эдуард IV возвратился в марте 1471 и быстро укрепился в стране. В битве при Барнете Уорик был убит 14 апреля 1471 года. Маргарита Анжуйская вернулась в Англию вместе с Анной Невилл и принцем Эдуардом в апреле и привела с собой дополнительные войска. В битве при Тьюксбери 4 мая 1471 года Эдуард IV разбил эту последнюю армию Ланкастеров. Принц Эдуард был убит во время или вскоре после битвы, а Анна Невилл была взята в плен. Овдовевшая Анна вынуждена была искать убежища в аббатстве Болье. 

## Вдовство
Когда кризис успокоился и Анна хотела восстановить свои права на имения, Эдуард IV отказал ей, и она написала королеве Елизавете, но и это оказалось бесполезным. В этот период младшие братья короля вели споры о судьбе имущества Уорика: Изабелла и Анна были наследницами богатых владений матери; Ричард, для того, чтобы получить согласие Джорджа на брак, отказался от большей части земель и собственности Уорика, включая титулы графа Уорика (который «Делатель королей» получил благодаря Анне) и графа Солсбери, и передал Кларенсу должность Великого камергера Англии.
В 1472 году младшая дочь Анны вышла замуж за Ричарда Глостера. Через год Анна присоединилась ко двору дочери в Миддлгеме, после того, как король разрешил Ричарду освободить свою тёщу из её охраняемого убежища. Ещё через четыре года скончалась Изабелла, а два года спустя казнён её муж. Анна оставалась жить при младшей дочери и в тот период, когда Анна Невилл была королевой. После смерти Анны мать королевы удалилась от двора в одно из поместий, возвращённых ей зятем Ричардом.
В 1485 году к власти пришёл новый король — Генрих Тюдор. Анна снова оказалась в убежище в аббатстве Болье. Через год Анна отправила прошение королю о возврате её имущества. ей была возвращена небольшая часть владений при условии, что она разделит майорат и передаст большую часть Генриху. «Поместья Уориков и Спенсеров» отошли, таким образом, короне.
Анна скончалась в 1492 году в безвестности, пережив мужа, дочерей и их мужей, и троих из пяти внуков.

## В культуре
Анна, графиня Уорик является действующим персонажем в серии романов «Война кузенов» Филиппы Грегори и их экранизации «Белая королева», где её роль исполнила Джульет Обри. Здесь она изображается как холодная амбициозная мать Изабеллы и Анны и стойкая сторонница своего мужа. Более симпатичный образ графини Уорик предстаёт перед читателем в романе The Sunne in Splendour Шерон Кей Пенман; более трепетной матерью Анна является в романе Джейн Плейди Обреченная на корону. Сандра Уорт представляет графиню совестью мужа в пяти романах серии о Войне роз.